# Monolena trichopoda
Monolena trichopoda är en tvåhjärtbladig växtart som beskrevs av R.H.Warner. Monolena trichopoda ingår i släktet Monolena och familjen Melastomataceae.
Artens utbredningsområde är Panamá. Inga underarter finns listade i Catalogue of Life.